# ريجيس أوغوستو
ريجيس أوغوستو (بالبرتغالية: Régis Augusto Salmazzo) (مواليد 30 نوفمبر 1992) لاعب كرة قدم برازيلي يجيد اللعب في الوسط مع نادي باهيا .

## روابط خارجية
- ريجيس أوغوستو على موقع إي إس بي إن إف سي (الإنجليزية)
- ريجيس أوغوستو على موقع قاعدة بيانات كرة القدم.إي يو (الإنجليزية)
- ريجيس أوغوستو على موقع Soccerway.com (الإنجليزية)